# 高校殺人事件
『高校殺人事件』（こうこうさつじんじけん）は、松本清張の長編推理小説。『高校上級コース』（1960年4月号以降は『高校コース』）に連載され（1959年11月号 - 1961年3月号）、1961年12月に光文社（カッパ・ノベルス）から刊行された。連載時のタイトルは『赤い月』。
1977年に「少年ドラマシリーズ」の一つとして、連続テレビドラマ化された。

## 概要
松本清張では希少なジュブナイル作品の一つで、高校生グループが事件の真相を探る異色作。カッパ・ノベルス版の発行部数は66万部を記録している。

## あらすじ
武蔵野台地の一角、多摩川の流れを見おろす、かつての城あとに、私たちの高等学校はあった。高校3年の私たちグループの一員で、ポーの心酔者である通称「ノッポ」が、学校の裏の沼で無惨な死にかたをしたのは、沼のほとりに蛙やいもりの出没する晩春のことである。彼は闇の中から流れてくる妖しい笛の音に魅せられて、人気のない深夜の沼に入って行ったという……。

## 主な登場人物
- 原作における設定を記述。

羽島謙
本作の主人公で高校3年生。大学進学の目標は一応あるが、まだのんびりとかまえている。
小西重介
同級生の仲間グループの中心。背が高く「ノッポ」と呼ばれている。飄々と歩き、怪奇的な詩について考えている。
坂本信子
仲間グループの一人。通称ノンちゃん。活発な性格。喫茶店の娘で推理小説好き。
手島加奈枝
仲間グループの一人。絵がうまく。ふだんはおとなしいほうだが、大人っぽい美貌を持つ。
中島　
仲間グループの一人。
柳田
総じて成績のよくない仲間グループのなかで、主席を続けている唯一の秀才。
山口
仲間グループの一人。
中村先生
主人公の学級担任で英語を教えている。
倉田春恵
高校近くの寺・享光院の住職。51歳。
良念
享光院の若い坊さん。
羽島さち子
主人公の一つ年下のいとこ。文学少女で成績が良い。主人公に綺麗な少女と評される。名探偵。

## エピソード
- 東野圭吾は、高校時代に最初に読んだ松本清張作品が本作であり、「それまで推理小説というものに接したことは一度もなかった。次姉がすでに松本清張の愛読者になっていたのだが、なんかしらんけど退屈そうなもん読んどるなあと思うだけで、全く関心を持てなかったのだ。ほかにはどういうものがあるのかなと思い、次姉の本棚を眺めた。松本清張の『高校殺人事件』という本が目に留まった。やはり学生が主人公の作品のほうが、とっつきやすかったのだ。その本を今度は三日で読んだ。読みだしたらやめられなくて、布団の中でいつまでも頁をめくっていたなんてことは、生まれて初めての経験だった」と述べている[1]。

## テレビドラマ
ドラマタイトル『赤い月』。1977年4月4日から5月5日まで、NHKの「少年ドラマシリーズ」枠（18:20-18:40）で放送された（全20回）。
キャスト
- 羽島謙：高野浩幸
- 井出加奈江：村地弘美
- 小西重介：市山貴章
- 坂本信子：小林妙子
- 山口：桑崎晃男
- 柳田：塩屋翼
- 泉：篠崎登
- 中村先生：松川勉
- 倉田春恵：小栗一也
- 松川一郎：橋爪功
- 岩村国夫：小沢重雄
- 羽島壮吉（羽島謙の父）：小松方正
- 羽島芳枝（羽島謙の母）：佐々木すみ江
- 羽島圭子（羽島謙の妹）：遠藤薫
- 篠田刑事：庄司永建
- ：前田保之
- ：纓片達雄
- ：猪野剛太郎
- ：久保晶
- ：野村須磨子
- ：真木恭介
- ：佐藤燿子
- ：山中康司
- ：井上文夫
- ：尾久土芳樹
- ：大山豊
- ：安田洋子
- ：井上和行

スタッフ
- 脚本：岩間芳樹
- 音楽：桑原研郎
- 演奏：アンサンブル・ロマンス
- 演出：花房實、吉田治夫、上原正己、中村哲志、峯岸透、伊東美行、佐藤和哉、小山攻、長谷川直樹、中村哲志
- 製作：NHK

| NHK 少年ドラマシリーズ       | NHK 少年ドラマシリーズ    | NHK 少年ドラマシリーズ           |
| 前番組                       | 番組名                    | 次番組                           |
| ---------------------------- | ------------------------- | -------------------------------- |
| 困ったなア （1977.3.7 - 24） | 赤い月 （1977.4.4 - 5.5） | アン通り47番地 （1977.5.9 - 26） |